# Ignacio Fontes de Garnica
Ignacio Fontes de Garnica   (Sant Pere del Pinatar, 1947 - 16 de gener de 2025) va se un periodista, crític de còmic i escriptor espanyol. Com a periodista, arribà a ser director del setmanari Interviú. Constituí, a més a més i junt a Mariano Ayuso, Luis Conde Martín, Jesús Cuadrado, Carlo Frabetti, Pacho Fernández Larrondo, Federico Moreno, Ludolfo Paramio i Pedro Tabernero, la segona generació de teòrics del còmic sorgida a Espanya.

## Biografia
A partir de 1974 exercí el càrrec de secretari general de Redacció a la revista Cambio 16. Col·laborà també amb la publicació teòrica sobre còmic Bang! el 1971. En 1983 publicà les seues dues primeres novel·les, Rosa, rojo y negro i Casa habitada por murciélagos, obtenint per la segona el premi Sésamo de novel·la curta. També aconseguí, al segon intent, la beca d'ajuda a la creació literària del Ministeri de Cultura d'Espanya. En 1989 es va convertir en el director de la revista Interviú. Afrontà entre altres moltes demandes una per la publicació d'unes fotos compromeses de Marta Chávarri, que acabà perdent.
Paral·lelament va desenvolupar la seua pròpia vessant poètica que es manifesta a la recopilació Poemas 1978-1983 (1989) i en la seua última entrega Jardín meridional (1993). El seu llibre La tinta mancha. Una crítica social de la Prensa y de los periodistas és un dels escassos exemples de sinceritat a Espanya a on es descriu el que és de veritat i qui fa i qui dirigeix les empreses en el periodisme real, no en el teòric ni en el retòric.
Va publicar, en col·laboració amb Manuel Ángel Menéndez, la recopilació biogràfica de tots els diputats espanyols de la democràcia en el llibre Quien es Quién: Sus Señorías los Diputados. Va ser membre de la Comissió de Garanties de Reporters Sense Fronteres.

## Obra publicada
- 1971 Los Cómics, col·lectiva (Ministerio de Información y Turismo)
- 1975 El arte del Cómic, col·lectiva (Editorial Pala)
- 1975 Humor y contestación. Editorial Fundamentos.
- 1976 Comix underground USA, II. Editorial Fundamentos
- 1976 Las bases norteamericanas en España, amb Eduardo Chamorro
- 1979 Comix underground USA, III. Editorial Fundamentos
- 1981 Cuentos al amor de la lumbre
- 1983 Rosa, rojo, negro, novel·la
- 1983 Casa habitada por murciélagos, novel·la.
- 1986 Poemas de ausencia
- 1989 Poemas, 1978-1983
- 1993 Jardín meridional
- 1994 Acto de amor y otros esfuerzos
- 2000 La tinta mancha. Una crítica social de la Premsa i dels periodistes,. Editorial Fundamentos (Col·lecció: Ciencia, 245). ISBN 8424508645[1]
- 2004 El parlamento de papel, amb Manuel Ángel Menéndez (Asociación de la Prensa de Madrid).